# 徳島県道282号大井南島線
徳島県道282号大井南島線（とくしまけんどう282ごう おおいみなみじません）は、徳島県阿南市を通る一般県道である。

## 概要
阿南市水井町から阿南市上中町至る。徳島県道22号阿南勝浦線交点 - 徳島県道28号阿南小松島線との交点・重複区間（阿南市下大野町 - お松大権現付近）は2車線が確保されているが、それ以外の区間は大半が1 - 1.5車線程度の狭隘路となる。

### 路線データ
- 起点：阿南市水井町（徳島県道283号和食勝浦線交点）
- 終点：阿南市上中町（徳島県道24号羽ノ浦福井線交点、徳島県道191号富岡港南島線終点）
- 総延長：13.731 km（他に旧道0.009 km、新道0.213 km）[1]

## 歴史
- 1972年（昭和47年）3月10日 - 徳島県道282号加茂南島線として認定。
- 1973年（昭和48年）6月29日 - 起点を変更、大井南島線となる。

## 路線状況

### 重複区間
- 徳島県道28号阿南小松島線（阿南市加茂町 - 阿南市吉井町）
- 徳島県道22号阿南勝浦線（阿南市中大野町 - 阿南市下大野町）

### 道路施設

#### トンネル
- 加茂谷トンネル：延長233 m、1992年（平成4年）竣工、阿南市（徳島県道28号阿南小松島線重複区間内）

## 地理

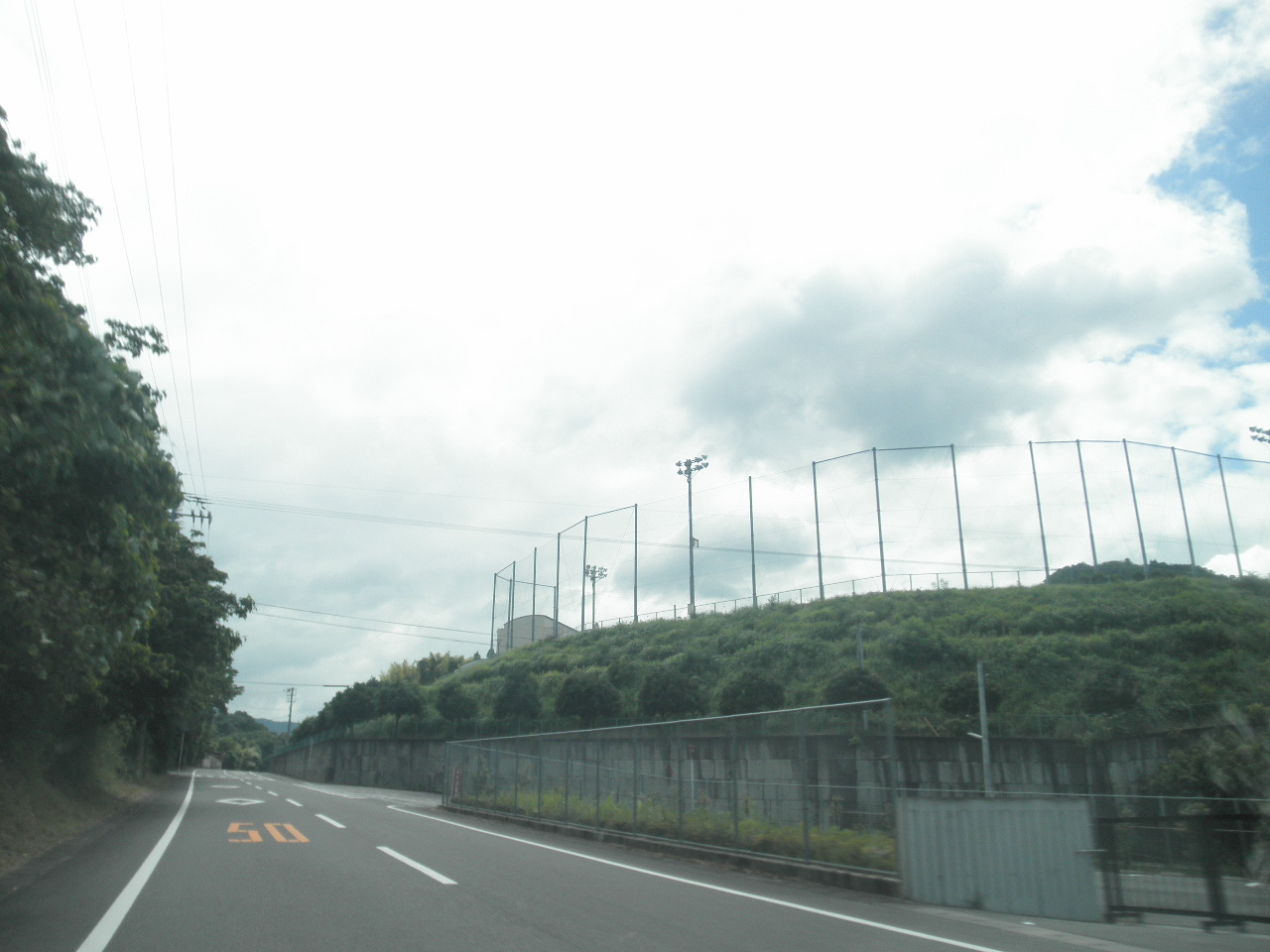
徳島県立阿南支援学校前
阿南市上大野町大山田で撮影

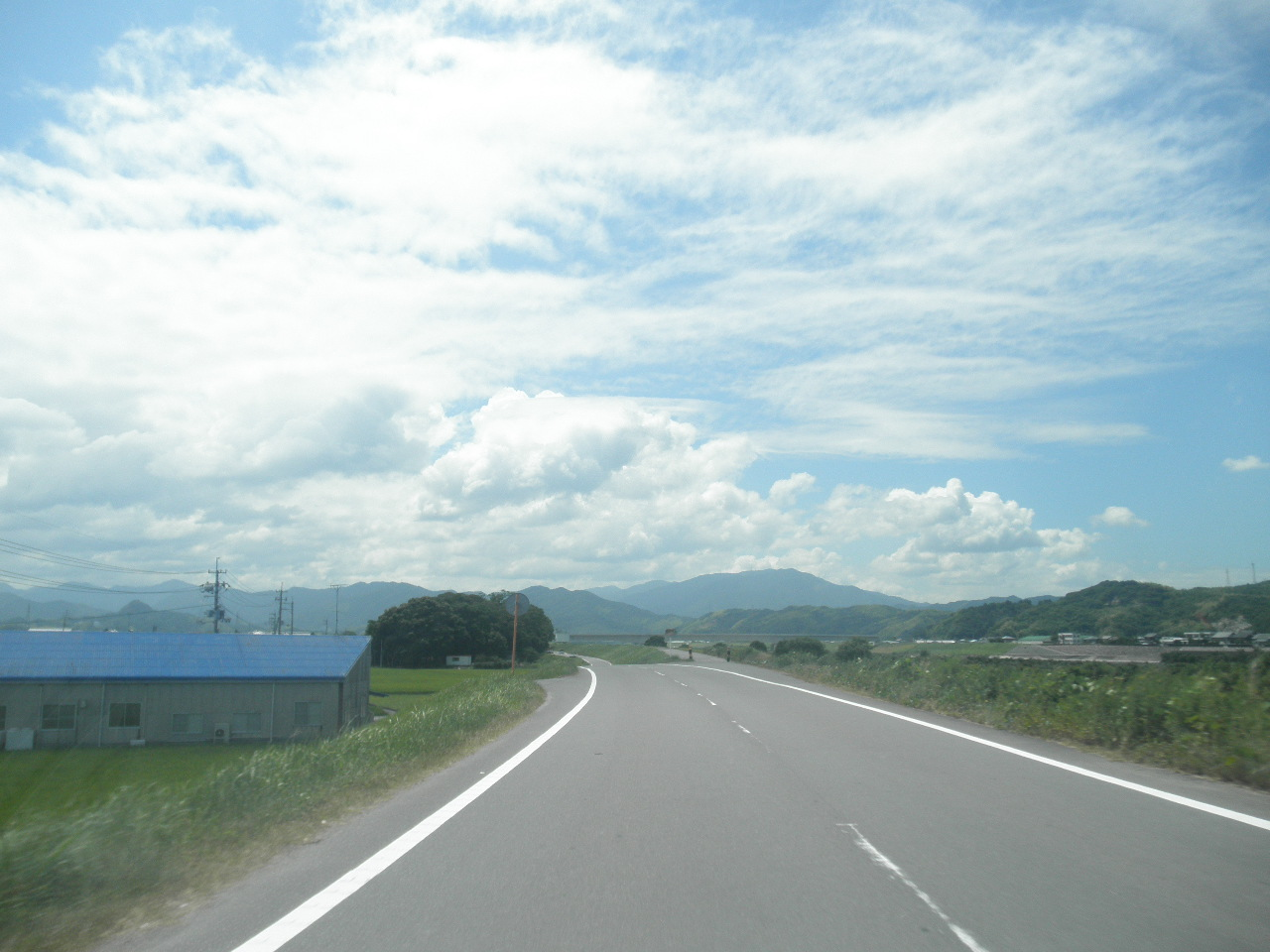
終点付近
上中町字岡で撮影

### 通過する自治体
- 徳島県
  - 阿南市

### 交差する道路
| 交差する道路                                                                      | 交差する場所 | 交差する場所 |
| --------------------------------------------------------------------------------- | ------------ | ------------ |
| 徳島県道283号和食勝浦線                                                           | 水井町       | 起点         |
| 徳島県道28号阿南小松島線 重複区間起点                                             | 加茂町       |              |
| 徳島県道28号阿南小松島線 重複区間終点                                             | 吉井町       |              |
| 徳島県道22号阿南勝浦線 重複区間起点                                               | 中大野町     |              |
| 徳島県道22号阿南勝浦線 重複区間終点                                               | 下大野町     |              |
| 徳島県道24号羽ノ浦福井線 徳島県道130号大林津乃峰線 重複 徳島県道191号富岡港南島線 | 上中町       | 終点         |

### 沿線
- 那賀川
- 阿南市立加茂谷中学校
- 加茂谷郵便局
- 阿南市立吉井小学校
- 徳島県立阿南支援学校
- 阿南市立大野小学校